# Trofeo Luis Bonavia 2015
El Trofeo Luis Bonavia 2015 (Lousito Bonavia Trophy en inglés) fue la primera edición del Trofeo Luis Bonavia. Lynx F. C., campeón de la First League 2014/15 y St. Joseph's Spark Energy, campeón  de la Futsal Rock Cup 2015.
El Lynx F. C. se coronó campeón tras imponerse en la final por 8 a 2 al St. Joseph's Spark Energy y de esta manera obtuvo su primer Trofeo Luis Bonavia.

## Clubes participantes
| Equipo                    | Método de clasificación            |
| ------------------------- | ---------------------------------- |
| Lynx F. C.                | Campeón de la División 1 2014-15   |
| St. Joseph's Spark Energy | Campeón de la Futsal Rock Cup 2015 |

## Final
|  |  |

| Lynx F. C. 8 | Lynx F. C. 8   | Lynx F. C. 8   | Lynx F. C. 8           | St. Joseph's Spark Energy 2 | St. Joseph's Spark Energy 2 | St. Joseph's Spark Energy 2 | St. Joseph's Spark Energy 2 |
| --- | -------------- | -------------- | ---------------------- | --------------------------- | --------------------------- | --------------------------- | --------------------------- |
| 31 de octubre de 2015 Tercentenary Sports Hall, Gibraltar Final de la Supercopa Gibraltareña de Fútbol Sala 2015 |                |                |                        |                             |                             |                             |                             |
| Alineaciones |                |                |                        |                             |                             |                             |                             |
| 1 | Guardameta     | Romero Gómez   |                        | 4                           | Guardameta                  | Figueras                    |                             |
| 3 | Defensa        | Bernal Cabeza  | 22 33                  | 5                           | Defensa                     | Dellipiani                  |                             |
| 8 | Centrocampista | Sánchez        | 2                      | 7                           | Centrocampista              | Machado Ruiz                |                             |
| 9 | Centrocampista | Heredia Vargas | 10                     | 10                          | Centrocampista              | Márquez Heras               |                             |
| 10 | Delantero      | Martin Martin  | 36                     | 14                          | Delantero                   | Moxham                      |                             |
| Sustituciones |                |                |                        |                             |                             |                             |                             |
| 2 | Guardameta     | Benítez García |                        | 1                           | Guardameta                  | Wink                        |                             |
| 4 | Defensa        | Rodríguez      | Amonestado · Expulsado | 6                           | Centrocampista              | Glynn                       | Amonestado                  |
| 5 | Centrocampista | Duarte         | 21 29 38               | 9                           | Centrocampista              | Chipol                      | 37                          |
| 13 | Centrocampista | Gerada         |                        | 11                          | Delantero                   | Ruiz                        |                             |
| 14 | Centrocampista | Dyer           |                        | 12                          | Delantero                   | Walker                      | 19                          |
| Goles |                |                |                        |                             |                             |                             |                             |
| 2 | Sánchez        | Sánchez        | 1-0                    | 1-0                         |                             |                             |                             |
| 10 | Heredia Vargas | Heredia Vargas | 2-0                    | 2-0                         |                             |                             |                             |
| |                |                | 2-1                    | 2-1                         | 19                          | Walker                      | Walker                      |
| 21 | Duarte         | Duarte         | 3-1                    | 3-1                         |                             |                             |                             |
| 22 | Bernal Cabeza  | Bernal Cabeza  | 4-1                    | 4-1                         |                             |                             |                             |
| 29 | Duarte         | Duarte         | 5-1                    | 5-1                         |                             |                             |                             |
| 33 | Bernal Cabeza  | Bernal Cabeza  | 6-1                    | 6-1                         |                             |                             |                             |
| 36 | Martín Martín  | Martín Martín  | 7-1                    | 7-1                         |                             |                             |                             |
| |                |                | 7-2                    | 7-2                         | 37                          | Chipol                      | Chipol                      |
| 38 | Duarte         | Duarte         | 8-2                    | 8-2                         |                             |                             |                             |
| Reporte |                |                |                        |                             |                             |                             |                             |
| Reporte |                |                |                        |                             |                             |                             |                             |

|                               |
| Bandera de Gibraltar          |
| Campeón Lynx F. C. 1.º título |